# Plantae Rariores Vivas Coloribus Depictae
Plantae Rariores Vivas Coloribus Depictae (abreviado Pl. Rar. Depict.) es un libro con ilustraciones y descripciones botánicas que fue escrito por el botánico holandés Nicolaas Meerburgh y publicado en Leiden en el año 1789.
Plantae rariores vivis coloribus depictae, de 1789, es una versión latina de la Afbeeldingen con cincuenta y cinco placas y cuatro páginas de texto adicionales